# Еріх Србек
Еріх Србек (чеськ. Erich Srbek, 4 червня 1908, Прага — 24 лютого 1973) — чехословацький футболіст, що грав на позиції півзахисника. По завершенні ігрової кар'єри — тренер.
Виступав, зокрема, за клуб «Спарта» (Прага), а також національну збірну Чехословаччини.
Дворазовий чемпіон Чехословаччини. Володар Кубка Мітропи. Дворазовий чемпіон Чехословаччини (як тренер). 

## Клубна кар'єра
У дорослому футболі дебютуваввиступами за команду клубу «ДФК Прага». 
У 1930 році перейшов до клубу «Спарта» (Прага), за який відіграв 7 сезонів. За цей час двічі виборював титул чемпіона Чехословаччини, ставав володарем Кубка Мітропи. Завершив професійну кар'єру футболіста виступами за команду «Спарта» (Прага) у 1937 році.

## Виступи за збірну
У 1930 році дебютував в офіційних матчах у складі національної збірної Чехословаччини. Протягом кар'єри у національній команді, яка тривала 7 років, провів у формі головної команди країни 14 матчів.
У складі збірної був учасником чемпіонату світу 1934 року в Італії, де разом з командою здобув «срібло».

## Кар'єра тренера
Розпочав тренерську кар'єру, повернувшись до футболу після тривалої перерви, 1948 року, очоливши тренерський штаб клубу «Спарта» (Прага), який тренував з перервами протягом нступних десяти років.
Помер 24 лютого 1973 року на 65-му році життя.

## Титули і досягнення

### Як гравця
- Чемпіон Чехословаччини (2):

«Спарта» (Прага): 1931-1932, 1935-1936
- Володар Кубка Мітропи (1):

«Спарта» (Прага): 1935
- Фіналіст Кубка Мітропи (1):

«Спарта» (Прага): 1936
- Володар Середньочеського кубка (3):

«Спарта» (Прага): 1931, 1934, 1936
- Фіналіст чемпіонату світу (1):

Чехословаччина: 1934

### Як тренера
- Чемпіон Чехословаччини (2):

«Спарта» (Прага): 1947-1948, 1952